# Diocesi di Questoriana
La diocesi di Questoriana (in latino Dioecesis Quaestorianensis) è una sede soppressa e sede titolare della Chiesa cattolica.

## Storia
Questoriana, nell'odierna Tunisia, è un'antica sede episcopale della provincia romana di Bizacena.
Sono due i vescovi documentati di questa diocesi. Il nome di Vittoriano figura all'87º posto nella lista dei vescovi della Bizacena convocati a Cartagine dal re vandalo Unerico nel 484; Vittoriano, come tutti gli altri vescovi cattolici africani, fu condannato all'esilio. Mandouze ritiene che questo vescovo possa essere identificato con un omonimo vescovo, di sede sconosciuta, menzionato dalle fonti storiche in altre tre occasioni, posteriormente al 484: subì un ulteriore esilio nel 508/509 in Sardegna a causa della persecuzione di Trasamondo; sottoscrisse una lettera, relativi a problemi di cristologia, nel 519/520, e un'altra, dopo la morte di Trasamondo (523).
Secondo vescovo noto di Questoriana è Stefano, che sottoscrisse la lettera sinodale dei vescovi della Bizacena riuniti in concilio nel 646 per condannare il monotelismo e indirizzata all'imperatore Costante II. Nella lettera il vescovo è chiamato beatus Stephanus, spes in Deo.
Dal 1933 Questoriana è annoverata tra le sedi vescovili titolari della Chiesa cattolica; dal 22 aprile 1996 il vescovo titolare è Manuel Antonio Valarezo Luzuriaga, O.F.M., vicario apostolico delle Galápagos.

## Cronotassi

### Vescovi residenti
- Vittoriano † (prima del 484 - dopo il 523 ?)
- Stefano † (menzionato nel 646)

### Vescovi titolari
- Jean-Berchmans-Marcel-Yves-Marie-Bernard Chabbert, O.F.M. † (13 aprile 1967 - 15 gennaio 1968 succeduto arcivescovo di Rabat)
- Joseph A. Carroll † (4 ottobre 1968 - 29 febbraio 1992 deceduto)
- Michael Neary (20 maggio 1992 - 17 gennaio 1995 nominato arcivescovo di Tuam)
- Manuel Antonio Valarezo Luzuriaga, O.F.M., dal 22 aprile 1996